# ロキシー・ミュージック (アルバム)
『ロキシー・ミュージック』（Roxy Music）は、ロキシー・ミュージックのファースト・アルバム。
「『ローリング・ストーン』誌が選ぶオールタイム・ベスト・デビュー・アルバム100」において、62位にランクイン。

## 解説
ロキシー・ミュージックは1972年2月14日にE. G. レコードを運営するE. G. マネージメントと契約を結んだ。本作のレコーディングはピート・シンフィールドをプロデューサーに迎えて、ロンドンのピカデリーにあるコマンド・スタジオ（Command Studios）で同年の3月末に行なわれた。

## 収録曲

### オリジナル英国盤
全曲ブライアン・フェリー作。
アナログA面
1. 「リ-メイク・リ-モデル」 - "Re-Make/Re-Model" 5:10
2. 「レディトロン」 - "Ladytron" 4:21
3. 「イフ・ゼア・イズ・サムシング」 - "If There is Something" 6:33
4. 「2 H.B.」 - "2HB" 4:34

アナログB面
1. 「ボブ」 - "The BOB (Medley)" 5:48
2. 「チャンス・ミーティング」 - "Chance Meeting" 3:00
3. 「ウッド・ユー・ビリーヴ?」 - "Would You Believe?" 3:47
4. 「シー・ブリーズィズ」 - "Sea Breezes" 7:00
5. 「ビターズ・エンド」 - "Bitter's End" 2:02

### 米国盤（CD）
1. 「リ-メイク・リ-モデル」 - "Re-Make/Re-Model" 5:10
2. 「レディトロン」 - "Ladytron" 4:21
3. 「イフ・ゼア・イズ・サムシング」 - "If There is Something" 6:33
4. 「ヴァージニア・プレイン」 - "Virginia Plain'" 2:57
5. 「2 H.B.」 - "2HB" 4:34
6. 「ボブ」 - "The BOB (Medley)" 5:48
7. 「チャンス・ミーティング」 - "Chance Meeting" 3:00
8. 「ウッド・ユー・ビリーヴ?」 - "Would You Believe?" 3:47
9. 「シー・ブリーズィズ」 - "Sea Breezes" 7:00
10. 「ビターズ・エンド」 - "Bitter's End" 2:02

## パーソネル
ロキシー・ミュージック
- ブライアン・フェリー – ボーカル、ピアノ、ホフナー・ピアネット、メロトロン
- イーノ – VC3シンセサイザー、テープ・エフェクト、バック・ボーカル
- アンディ・マッケイ – オーボエ、サクソフォーン、バック・ボーカル
- フィル・マンザネラ – ギター
- ポール・トンプソン – ドラム
- グラハム・シンプソン – ベース (「ヴァージニア・プレイン」以外)
- リック・ケントン – ベース (「ヴァージニア・プレイン」)

スタッフ
- ピート・シンフィールド – プロデュース
- アンディ・ヘンドリクセン – レコーディング・エンジニア
- ロンドン・Command Studioにて1972年3月に録音